# Zafarobod (dystrykt Uzbekistanu)
Zafarobod (uzb. Zafarobod tumani) - dystrykt wilajetu dżyzackiego w Uzbekistanie. Jego stolicą jest miasto Zafarobod. Powierzchnia: 470 km². Populacja: 41 400 (2004).